# Interlands voetbalelftal Sovjet-Unie 1970-1979
Deze pagina toont een chronologisch en gedetailleerd overzicht van de interlands die het voetbalelftal van de Sovjet-Unie heeft gespeeld in de periode 1970 – 1979.

## Interlands

### 1970
|                                                        |      |       |             |                                                                                        |
| 14 februari Vriendschappelijk № 153 «onderlinge duels» | Peru | 0 – 0 | Sovjet-Unie | Estadio Nacional, Lima Toeschouwers: 41.535 Scheidsrechter: Alberto Tejada Burga (PER) |
| 14 februari Vriendschappelijk № 153 «onderlinge duels» |      |       |             | Estadio Nacional, Lima Toeschouwers: 41.535 Scheidsrechter: Alberto Tejada Burga (PER) |

|                                                        |      |                                               |             |                                                                                |
| 20 februari Vriendschappelijk № 154 «onderlinge duels» | Peru | 0 – 2                                         | Sovjet-Unie | Estadio Nacional, Lima Toeschouwers: 27.011 Scheidsrechter: César Orosco (PER) |
| 20 februari Vriendschappelijk № 154 «onderlinge duels» |      | 75' Anatolij Bysjovets 79' Anatolij Bysjovets |             | Estadio Nacional, Lima Toeschouwers: 27.011 Scheidsrechter: César Orosco (PER) |

|                                                        |             |                                              |             |                                                                                           |
| 22 februari Vriendschappelijk № 155 «onderlinge duels» | El Salvador | 0 – 2                                        | Sovjet-Unie | Estadio Flor Blanca, San Salvador Toeschouwers: 31.283 Scheidsrechter: Diego De Leo (MEX) |
| 22 februari Vriendschappelijk № 155 «onderlinge duels» |             | 32' Anatoliy Puzach 46' Viktor Serebryanikov |             | Estadio Flor Blanca, San Salvador Toeschouwers: 31.283 Scheidsrechter: Diego De Leo (MEX) |

|                                                        |        |       |             |                                                                                      |
| 26 februari Vriendschappelijk № 156 «onderlinge duels» | Mexico | 0 – 0 | Sovjet-Unie | Aztekenstadion, Mexico-Stad Toeschouwers: 51.893 Scheidsrechter: Mario Canessa (CHI) |
| 26 februari Vriendschappelijk № 156 «onderlinge duels» |        |       |             | Aztekenstadion, Mexico-Stad Toeschouwers: 51.893 Scheidsrechter: Mario Canessa (CHI) |

|                                                  |                                                   |       |                                                                  |                                                                                                   |
| 5 mei Vriendschappelijk № 157 «onderlinge duels» | Bulgarije                                         | 3 – 3 | Sovjet-Unie                                                      | Vasil Levski Nationaal Stadion, Sofia Toeschouwers: 11.169 Scheidsrechter: Andrei Rădulescu (ROU) |
| 5 mei Vriendschappelijk № 157 «onderlinge duels» | Petar Zhekov 3' Petar Zhekov 64' Hristo Bonev 70' |       | 20' Gennadiy Evryuzhikhin 44' Anatolij Bysjovets 75' Givi Nodiya | Vasil Levski Nationaal Stadion, Sofia Toeschouwers: 11.169 Scheidsrechter: Andrei Rădulescu (ROU) |

|                                                  |           |       |             |                                                                                              |
| 6 mei Vriendschappelijk № 158 «onderlinge duels» | Bulgarije | 0 – 0 | Sovjet-Unie | Vasil Levski Nationaal Stadion, Sofia Toeschouwers: 55.000 Scheidsrechter: Aurel Bentu (ROU) |
| 6 mei Vriendschappelijk № 158 «onderlinge duels» |           |       |             | Vasil Levski Nationaal Stadion, Sofia Toeschouwers: 55.000 Scheidsrechter: Aurel Bentu (ROU) |

| Wereldkampioenschap voetbal 1970 |
| -------------------------------- |

|                                                                   |        |       |             |                                                                                      |
| 31 mei WK 1970 Groep A № 159 «onderlinge duels» 12:00 uur (UTC−6) | Mexico | 0 – 0 | Sovjet-Unie | Aztekenstadion, Mexico-Stad Toeschouwers: 51.893 Scheidsrechter: Mario Canessa (CHI) |
| 31 mei WK 1970 Groep A № 159 «onderlinge duels» 12:00 uur (UTC−6) |        |       |             | Aztekenstadion, Mexico-Stad Toeschouwers: 51.893 Scheidsrechter: Mario Canessa (CHI) |

|                                                                   |                                                                                           |       |                   |                                                                                        |
| 6 juni WK 1970 Groep A № 160 «onderlinge duels» 16:00 uur (UTC−6) | Sovjet-Unie                                                                               | 4 – 1 | België            | Aztekenstadion, Mexico-Stad Toeschouwers: 95.261 Scheidsrechter: Rudolf Scheurer (SUI) |
| 6 juni WK 1970 Groep A № 160 «onderlinge duels» 16:00 uur (UTC−6) | Anatolij Bysjovets 14' Kachi Asatiani 55' Anatolij Bysjovets 63' Vitaliy Khmelnitskiy 75' |       | 85' Raoul Lambert | Aztekenstadion, Mexico-Stad Toeschouwers: 95.261 Scheidsrechter: Rudolf Scheurer (SUI) |

|                                                                    |             |                                               |             |                                                                                          |
| 10 juni WK 1970 Groep A № 161 «onderlinge duels» 16:00 uur (UTC−6) | El Salvador | 0 – 2                                         | Sovjet-Unie | Aztekenstadion, Mexico-Stad Toeschouwers: 89.979 Scheidsrechter: Rafael Hormazábal (CHI) |
| 10 juni WK 1970 Groep A № 161 «onderlinge duels» 16:00 uur (UTC−6) |             | 51' Anatolij Bysjovets 74' Anatolij Bysjovets |             | Aztekenstadion, Mexico-Stad Toeschouwers: 89.979 Scheidsrechter: Rafael Hormazábal (CHI) |

|                                                                        |                       |              |             |                                                                                       |
| 14 juni WK 1970 Kwartfinale № 162 «onderlinge duels» 12:00 uur (UTC−6) | Uruguay               | 1 – 0 (n.v.) | Sovjet-Unie | Aztekenstadion, Mexico-Stad Toeschouwers: 26.085 Scheidsrechter: Lau van Ravens (NED) |
| 14 juni WK 1970 Kwartfinale № 162 «onderlinge duels» 12:00 uur (UTC−6) | Víctor Espárrago 117' |              |             | Aztekenstadion, Mexico-Stad Toeschouwers: 26.085 Scheidsrechter: Lau van Ravens (NED) |

|  |  |  |  |  |  |  |  |  |

|                                                                         |                                                                                |       |             |                                                                                          |
| 28 oktober Vriendschappelijk № 163 «onderlinge duels» 19:30 uur (UTC+3) | Sovjet-Unie                                                                    | 4 – 0 | Joegoslavië | Centraal Leninstadion, Moskou Toeschouwers: 15.976 Scheidsrechter: Marian Środecki (POL) |
| 28 oktober Vriendschappelijk № 163 «onderlinge duels» 19:30 uur (UTC+3) | Vitali Sjevtsjenko 20' Vladimir Fedotov 34' Viktor Kolotov 55' Givi Nodiya 76' |       |             | Centraal Leninstadion, Moskou Toeschouwers: 15.976 Scheidsrechter: Marian Środecki (POL) |

|                                                                             |                       |       |                                                                     |                                                                                |
| 15 november EK 1972 kwalificatie № 164 «onderlinge duels» 14:45 uur (UTC+2) | Cyprus                | 1 – 3 | Sovjet-Unie                                                         | GSP-stadion, Nicosia Toeschouwers: 8.980 Scheidsrechter: Petar Kostovski (YUG) |
| 15 november EK 1972 kwalificatie № 164 «onderlinge duels» 14:45 uur (UTC+2) | Nikos Haralambous 42' |       | 10' Viktor Kolotov 16' Gennadiy Evryuzhikhin 50' Vitali Sjevtsjenko | GSP-stadion, Nicosia Toeschouwers: 8.980 Scheidsrechter: Petar Kostovski (YUG) |

### 1971
|                                                        |        |       |             |                                                                                        |
| 17 februari Vriendschappelijk № 165 «onderlinge duels» | Mexico | 0 – 0 | Sovjet-Unie | Estadio Jalisco, Guadalajara Toeschouwers: 50.000 Scheidsrechter: Javier Galindo (MEX) |
| 17 februari Vriendschappelijk № 165 «onderlinge duels» |        |       |             | Estadio Jalisco, Guadalajara Toeschouwers: 50.000 Scheidsrechter: Javier Galindo (MEX) |

|                                                        |        |       |             |                                                                                     |
| 19 februari Vriendschappelijk № 166 «onderlinge duels» | Mexico | 0 – 0 | Sovjet-Unie | Aztekenstadion, Mexico-Stad Toeschouwers: 31.000 Scheidsrechter: Diego De Leo (MEX) |
| 19 februari Vriendschappelijk № 166 «onderlinge duels» |        |       |             | Aztekenstadion, Mexico-Stad Toeschouwers: 31.000 Scheidsrechter: Diego De Leo (MEX) |

|                                                        |             |                   |             | |
| 28 februari Vriendschappelijk № 167 «onderlinge duels» | El Salvador | 0 – 1             | Sovjet-Unie | Estadio Flor Blanca, San Salvador Toeschouwers: 32.000 Scheidsrechter: Mario Salvador Martínez Cea (SLV) |
| 28 februari Vriendschappelijk № 167 «onderlinge duels» |             | 30' (e.d.) Osorio |             | Estadio Flor Blanca, San Salvador Toeschouwers: 32.000 Scheidsrechter: Mario Salvador Martínez Cea (SLV) |

|                                                     |                  |       |                        | |
| 28 april Vriendschappelijk № 168 «onderlinge duels» | Bulgarije        | 1 – 1 | Sovjet-Unie            | Vasil Levski Nationaal Stadion, Sofia Toeschouwers: 15.000 Scheidsrechter: Constantin Bărbulescu (ROU) |
| 28 april Vriendschappelijk № 168 «onderlinge duels» | Vasil Mitkov 36' |       | 44' Vitali Sjevtsjenko | Vasil Levski Nationaal Stadion, Sofia Toeschouwers: 15.000 Scheidsrechter: Constantin Bărbulescu (ROU) |

|                                                                        |                                           |       |                   |                                                                                            |
| 30 mei EK 1972 kwalificatie № 169 «onderlinge duels» 18:30 uur (UTC+3) | Sovjet-Unie                               | 2 – 1 | Spanje            | Centraal Leninstadion, Moskou Toeschouwers: 81.700 Scheidsrechter: Ferdinand Biwersi (FRG) |
| 30 mei EK 1972 kwalificatie № 169 «onderlinge duels» 18:30 uur (UTC+3) | Viktor Kolotov 79' Vitali Sjevtsjenko 83' |       | 88' Carles Rexach | Centraal Leninstadion, Moskou Toeschouwers: 81.700 Scheidsrechter: Ferdinand Biwersi (FRG) |

|                                                                        | |       |                     |                                                                                      |
| 7 juni EK 1972 kwalificatie № 170 «onderlinge duels» 19:30 uur (UTC+3) | Sovjet-Unie | 6 – 1 | Cyprus              | Centraal Leninstadion, Moskou Toeschouwers: 21.159 Scheidsrechter: Erik Beijar (FIN) |
| 7 juni EK 1972 kwalificatie № 170 «onderlinge duels» 19:30 uur (UTC+3) | Vladimir Fedotov 4' Gennadiy Evryuzhikhin 23' Gennadiy Evryuzhikhin 38' Viktor Kolotov 59' Anatoli Banişevski 85' Vladimir Fedotov 86' |       | 75' Stefanis Mihail | Centraal Leninstadion, Moskou Toeschouwers: 21.159 Scheidsrechter: Erik Beijar (FIN) |

|                                                                      |                           |       |           |                                                                                              |
| 14 juni Vriendschappelijk № 171 «onderlinge duels» 19:30 uur (UTC+3) | Sovjet-Unie               | 1 – 0 | Schotland | Centraal Leninstadion, Moskou Toeschouwers: 20.000 Scheidsrechter: Ferdinand Marschall (AUT) |
| 14 juni Vriendschappelijk № 171 «onderlinge duels» 19:30 uur (UTC+3) | Gennadiy Evryuzhikhin 25' |       |           | Centraal Leninstadion, Moskou Toeschouwers: 20.000 Scheidsrechter: Ferdinand Marschall (AUT) |

|                                                                           | |       |       |                                                                                |
| 18 september Vriendschappelijk № 172 «onderlinge duels» 18:30 uur (UTC+3) | Sovjet-Unie                                                                                               | 5 – 0 | India | Dinamostadion, Moskou Toeschouwers: 12.000 Scheidsrechter: Pavel Kazakov (URS) |
| 18 september Vriendschappelijk № 172 «onderlinge duels» 18:30 uur (UTC+3) | Viktor Kolotov 6' Viktor Kolotov 35' Viktor Kolotov 39' Vitaliy Khmelnitskiy 49' Vitaliy Khmelnitskiy 71' |       |       | Dinamostadion, Moskou Toeschouwers: 12.000 Scheidsrechter: Pavel Kazakov (URS) |

|                                                                              |                               |       |               |                                                                                       |
| 22 september EK 1972 kwalificatie № 173 «onderlinge duels» 19:30 uur (UTC+3) | Sovjet-Unie                   | 1 – 0 | Noord-Ierland | Centraal Leninstadion, Moskou Toeschouwers: 51.186 Scheidsrechter: Ove Dahlberg (SWE) |
| 22 september EK 1972 kwalificatie № 173 «onderlinge duels» 19:30 uur (UTC+3) | Volodymyr Moentjan 53' (pen.) |       |               | Centraal Leninstadion, Moskou Toeschouwers: 51.186 Scheidsrechter: Ove Dahlberg (SWE) |

|                                                                            |                     |       |                        |                                                                             |
| 13 oktober EK 1972 kwalificatie № 174 «onderlinge duels» 16:00 uur (UTC+1) | Noord-Ierland       | 1 – 1 | Sovjet-Unie            | Windsor Park, Belfast Toeschouwers: 16.573 Scheidsrechter: Rolf Nyhus (NOR) |
| 13 oktober EK 1972 kwalificatie № 174 «onderlinge duels» 16:00 uur (UTC+1) | Jimmy Nicholson 13' |       | 32' Anatolij Bysjovets | Windsor Park, Belfast Toeschouwers: 16.573 Scheidsrechter: Rolf Nyhus (NOR) |

|                                                                            |        |       |             | |
| 27 oktober EK 1972 kwalificatie № 175 «onderlinge duels» 20:30 uur (UTC+1) | Spanje | 0 – 0 | Sovjet-Unie | Estadio Ramón Sánchez Pizjuán, Sevilla Toeschouwers: 40.169 Scheidsrechter: Norman Burtenshaw (ENG) |
| 27 oktober EK 1972 kwalificatie № 175 «onderlinge duels» 20:30 uur (UTC+1) |        |       |             | Estadio Ramón Sánchez Pizjuán, Sevilla Toeschouwers: 40.169 Scheidsrechter: Norman Burtenshaw (ENG) |

### 1972
|                                                     |                  |       |                    |                                                                                                  |
| 29 maart Vriendschappelijk № 176 «onderlinge duels» | Bulgarije        | 1 – 1 | Sovjet-Unie        | Vasil Levski Nationaal Stadion, Sofia Toeschouwers: 20.000 Scheidsrechter: Bohumil Smejkal (TCH) |
| 29 maart Vriendschappelijk № 176 «onderlinge duels» | Hristo Bonev 78' |       | 80' Viktor Kolotov | Vasil Levski Nationaal Stadion, Sofia Toeschouwers: 20.000 Scheidsrechter: Bohumil Smejkal (TCH) |

|                                                                          |             |       |             |                                                                                       |
| 30 april EK 1972 kwalificatie № 178 «onderlinge duels» 16:00 uur (UTC+1) | Joegoslavië | 0 – 0 | Sovjet-Unie | Rode Sterstadion, Belgrado Toeschouwers: 58.312 Scheidsrechter: Rudolf Scheurer (SUI) |
| 30 april EK 1972 kwalificatie № 178 «onderlinge duels» 16:00 uur (UTC+1) |             |       |             | Rode Sterstadion, Belgrado Toeschouwers: 58.312 Scheidsrechter: Rudolf Scheurer (SUI) |

|                                                                        |                                                                  |       |             |                                                                                           |
| 14 mei EK 1972 kwalificatie № 179 «onderlinge duels» 17:00 uur (UTC+3) | Sovjet-Unie                                                      | 3 – 0 | Joegoslavië | Centraal Leninstadion, Moskou Toeschouwers: 90.263 Scheidsrechter: Aurelio Angonese (ITA) |
| 14 mei EK 1972 kwalificatie № 179 «onderlinge duels» 17:00 uur (UTC+3) | Viktor Kolotov 53' Anatoli Banişevski 74' Eduard Kozinkevich 90' |       |             | Centraal Leninstadion, Moskou Toeschouwers: 90.263 Scheidsrechter: Aurelio Angonese (ITA) |

|                                                                     |                                                                 |       |                    |                                                                                    |
| 26 mei Vriendschappelijk № 180 «onderlinge duels» 19:30 uur (UTC+1) | West-Duitsland                                                  | 4 – 1 | Sovjet-Unie        | Olympiastadion, München Toeschouwers: 79.836 Scheidsrechter: Armando Marques (BRA) |
| 26 mei Vriendschappelijk № 180 «onderlinge duels» 19:30 uur (UTC+1) | Gerd Müller 49' Gerd Müller 52' Gerd Müller 58' Gerd Müller 65' |       | 73' Viktor Kolotov | Olympiastadion, München Toeschouwers: 79.836 Scheidsrechter: Armando Marques (BRA) |

|                                                                     |                               |       |           |                                                                                      |
| 7 juni Vriendschappelijk № 181 «onderlinge duels» 20:00 uur (UTC+3) | Sovjet-Unie                   | 1 – 0 | Bulgarije | Centraal Leninstadion, Moskou Toeschouwers: 40.000 Scheidsrechter: Karl Göppel (SUI) |
| 7 juni Vriendschappelijk № 181 «onderlinge duels» 20:00 uur (UTC+3) | Volodymyr Moentjan 65' (pen.) |       |           | Centraal Leninstadion, Moskou Toeschouwers: 40.000 Scheidsrechter: Karl Göppel (SUI) |

| Europees kampioenschap voetbal 1972 |
| ----------------------------------- |

|                                                                         |           |                     |             |                                                                                        |
| 14 juni EK 1972 Halve finale № 182 «onderlinge duels» 20:00 uur (UTC+1) | Hongarije | 0 – 1               | Sovjet-Unie | Stade Émile Versé, Anderlecht Toeschouwers: 16.590 Scheidsrechter: Rudi Glöckner (DDR) |
| 14 juni EK 1972 Halve finale № 182 «onderlinge duels» 20:00 uur (UTC+1) |           | 53' Anatoliy Konkov |             | Stade Émile Versé, Anderlecht Toeschouwers: 16.590 Scheidsrechter: Rudi Glöckner (DDR) |

|                                                                   |                                                    |       |             |                                                                                       |
| 18 juni EK 1972 Finale № 183 «onderlinge duels» 16:00 uur (UTC+1) | West-Duitsland                                     | 3 – 0 | Sovjet-Unie | Heizelstadion, Brussel Toeschouwers: 43.066 Scheidsrechter: Ferdinand Marschall (AUT) |
| 18 juni EK 1972 Finale № 183 «onderlinge duels» 16:00 uur (UTC+1) | Gerd Müller 27' Herbert Wimmer 51' Gerd Müller 58' |       |             | Heizelstadion, Brussel Toeschouwers: 43.066 Scheidsrechter: Ferdinand Marschall (AUT) |

|  |  |  |  |  |  |  |  |  |

| Braziliaanse Onafhankelijkheidsbeker |
| ------------------------------------ |

|                                                                                              |         |                            |             |                                                                                         |
| 29 juni Taça Independência Groep B (tweede ronde) № 184 «onderlinge duels» 21:00 uur (UTC−3) | Uruguay | 0 – 1                      | Sovjet-Unie | Estádio do Pacaembu, São Paulo Toeschouwers: 11.566 Scheidsrechter: Abraham Klein (ISR) |
| 29 juni Taça Independência Groep B (tweede ronde) № 184 «onderlinge duels» 21:00 uur (UTC−3) |         | 59' Volodymyr Onysjtsjenko |             | Estádio do Pacaembu, São Paulo Toeschouwers: 11.566 Scheidsrechter: Abraham Klein (ISR) |

|                                                                                             |                         |       |             |                                                                                               |
| 2 juli Taça Independência Groep B (tweede ronde) № 185 «onderlinge duels» 15:00 uur (UTC−3) | Argentinië              | 1 – 0 | Sovjet-Unie | Mineirão, Belo Horizonte Toeschouwers: 4.502 Scheidsrechter: Alfonso González Archundia (MEX) |
| 2 juli Taça Independência Groep B (tweede ronde) № 185 «onderlinge duels» 15:00 uur (UTC−3) | Jose Omar Pastoriza 75' |       |             | Mineirão, Belo Horizonte Toeschouwers: 4.502 Scheidsrechter: Alfonso González Archundia (MEX) |

|                                                                                             |                |       |             |                                                                                     |
| 6 juli Taça Independência Groep B (tweede ronde) № 186 «onderlinge duels» 21:00 uur (UTC−3) | Portugal       | 1 – 0 | Sovjet-Unie | Mineirão, Belo Horizonte Toeschouwers: 8.925 Scheidsrechter: Kurt Tschenscher (FRG) |
| 6 juli Taça Independência Groep B (tweede ronde) № 186 «onderlinge duels» 21:00 uur (UTC−3) | Rui Jordão 46' |       |             | Mineirão, Belo Horizonte Toeschouwers: 8.925 Scheidsrechter: Kurt Tschenscher (FRG) |

|  |  |  |  |  |  |  |  |  |

|                                                    |                    |       |                  |                                                                                           |
| 16 juli Vriendschappelijk № 187 «onderlinge duels» | Finland            | 1 – 1 | Sovjet-Unie      | Hietalahden Jalkapallostadion, Vaasa Toeschouwers: 6.040 Scheidsrechter: Rolf Nyhus (NOR) |
| 16 juli Vriendschappelijk № 187 «onderlinge duels» | Olavi Rissanen 76' |       | 16' Oleh Blochin | Hietalahden Jalkapallostadion, Vaasa Toeschouwers: 6.040 Scheidsrechter: Rolf Nyhus (NOR) |

|                                                                         |                                                                     |       |                                                                                    |                                                                                   |
| 6 augustus Vriendschappelijk № 188 «onderlinge duels» 18:00 uur (UTC+1) | Zweden                                                              | 4 – 4 | Sovjet-Unie                                                                        | Råsundastadion, Solna Toeschouwers: 14.327 Scheidsrechter: Svein Inge Thime (NOR) |
| 6 augustus Vriendschappelijk № 188 «onderlinge duels» 18:00 uur (UTC+1) | Ralf Edström 16' Ralf Edström 54' Sten Pålsson 72' Ralf Edström 84' |       | 32' Yuriy Eliseyev 42' Arkadiy Andreasyan 44' Vjatsjeslav Semenov 77' Oleh Blochin | Råsundastadion, Solna Toeschouwers: 14.327 Scheidsrechter: Svein Inge Thime (NOR) |

| Olympische Spelen 1972 |
| ---------------------- |

|                                                               |       |                    |             |                                                                                |
| 28 augustus Olympische Spelen Groep B № 189 16:30 uur (UTC+1) | Birma | 0 – 1              | Sovjet-Unie | Jahnstadion, Regensburg Toeschouwers: 6.000 Scheidsrechter: Jafar Namdar (IRN) |
| 28 augustus Olympische Spelen Groep B № 189 16:30 uur (UTC+1) |       | 51' Viktor Kolotov |             | Jahnstadion, Regensburg Toeschouwers: 6.000 Scheidsrechter: Jafar Namdar (IRN) |

|                                                               |                                                        |       |           |                                                                                      |
| 30 augustus Olympische Spelen Groep B № 190 17:30 uur (UTC+1) | Sovjet-Unie                                            | 2 – 1 | Soedan    | Olympiastadion, München Toeschouwers: 25.000 Scheidsrechter: Ferdinand Biwersi (FRG) |
| 30 augustus Olympische Spelen Groep B № 190 17:30 uur (UTC+1) | Gennadi Jevrjoezjchin 42' (pen.) Oganes Zanazanjan 44' |       | Jaksa 59' | Olympiastadion, München Toeschouwers: 25.000 Scheidsrechter: Ferdinand Biwersi (FRG) |

|                                                                                  |                 |       |                                                   |                                                                                  |
| 1 september Olympische Spelen Groep B № 191 «onderlinge duels» 16:30 uur (UTC+1) | Mexico          | 1 – 4 | Sovjet-Unie                                       | Jahnstadion, Regensburg Toeschouwers: 8.000 Scheidsrechter: Luis Pestarino (ARG) |
| 1 september Olympische Spelen Groep B № 191 «onderlinge duels» 16:30 uur (UTC+1) | Daniel Razo 60' |       | 7', 13', 14' Oleh Blochin 58' Vjatsjeslav Semenov | Jahnstadion, Regensburg Toeschouwers: 8.000 Scheidsrechter: Luis Pestarino (ARG) |

|                                                                                  |                                                            |       |         |                                                                                        |
| 3 september Olympische Spelen Groep 2 № 192 «onderlinge duels» 21:00 uur (UTC+1) | Sovjet-Unie                                                | 3 – 0 | Marokko | Olympiastadion, München Toeschouwers: 55.000 Scheidsrechter: Guillermo Velásquez (ESP) |
| 3 september Olympische Spelen Groep 2 № 192 «onderlinge duels» 21:00 uur (UTC+1) | Vjatsjeslav Semenov 1' Viktor Kolotov 15' Yury Eliseev 69' |       |         | Olympiastadion, München Toeschouwers: 55.000 Scheidsrechter: Guillermo Velásquez (ESP) |

|                                                                                  |                                                  |       |                  |                                                                                |
| 5 september Olympische Spelen Groep 2 № 193 «onderlinge duels» 16:30 uur (UTC+1) | Polen                                            | 2 – 1 | Sovjet-Unie      | Rosenaustadion, Augsburg Toeschouwers: 5.000 Scheidsrechter: Henry Øberg (NOR) |
| 5 september Olympische Spelen Groep 2 № 193 «onderlinge duels» 16:30 uur (UTC+1) | Kazimierz Deyna 79' (pen.) Zygfryd Szołtysik 87' |       | 28' Oleh Blochin | Rosenaustadion, Augsburg Toeschouwers: 5.000 Scheidsrechter: Henry Øberg (NOR) |

|                                                                                  |            |                                                                             |             |                                                                                  |
| 8 september Olympische Spelen Groep 2 № 194 «onderlinge duels» 16:30 uur (UTC+1) | Denemarken | 0 – 4                                                                       | Sovjet-Unie | Rosenaustadion, Augsburg Toeschouwers: 4.000 Scheidsrechter: Doğan Babacan (TUR) |
| 8 september Olympische Spelen Groep 2 № 194 «onderlinge duels» 16:30 uur (UTC+1) |            | 19' Viktor Kolotov 27' Vjatsjeslav Semenov 55' Oleh Blochin 87' Jozjef Sabo |             | Rosenaustadion, Augsburg Toeschouwers: 4.000 Scheidsrechter: Doğan Babacan (TUR) |

|                                                                                          |                                             |       |                                           |                                                                                    |
| 10 september Olympische Spelen Bronzen finale № 195 «onderlinge duels» 10:00 uur (UTC+1) | DDR                                         | 2 – 2 | Sovjet-Unie                               | Olympiastadion, München Toeschouwers: 80.000 Scheidsrechter: Armando Marques (BRA) |
| 10 september Olympische Spelen Bronzen finale № 195 «onderlinge duels» 10:00 uur (UTC+1) | Hans-Jürgen Kreische 35' Eberhard Vogel 78' |       | 10' Oleh Blochin 31' Moertaz Choertsilava | Olympiastadion, München Toeschouwers: 80.000 Scheidsrechter: Armando Marques (BRA) |

|  |  |  |  |  |  |  |  |  |

|                                                                            |                    |       |             |                                                                                     |
| 13 oktober WK 1974 kwalificatie № 196 «onderlinge duels» 20:30 uur (UTC+1) | Frankrijk          | 1 – 0 | Sovjet-Unie | Parc des Princes, Parijs Toeschouwers: 29.746 Scheidsrechter: Rudolf Scheurer (SUI) |
| 13 oktober WK 1974 kwalificatie № 196 «onderlinge duels» 20:30 uur (UTC+1) | Georges Bereta 61' |       |             | Parc des Princes, Parijs Toeschouwers: 29.746 Scheidsrechter: Rudolf Scheurer (SUI) |

|                                                                            |                  |       |                                         |                                                                               |
| 18 oktober WK 1974 kwalificatie № 197 «onderlinge duels» 16:30 uur (UTC+1) | Ierland          | 1 – 2 | Sovjet-Unie                             | Lansdowne Road, Dublin Toeschouwers: 27.656 Scheidsrechter: Henry Øberg (NOR) |
| 18 oktober WK 1974 kwalificatie № 197 «onderlinge duels» 16:30 uur (UTC+1) | Terry Conroy 83' |       | 55' Vladimir Fedotov 65' Viktor Kolotov | Lansdowne Road, Dublin Toeschouwers: 27.656 Scheidsrechter: Henry Øberg (NOR) |

### 1973
|                                                     |                        |       |             |                                                                                          |
| 28 maart Vriendschappelijk № 198 «onderlinge duels» | Bulgarije              | 1 – 0 | Sovjet-Unie | 9 septemberstadion, Plovdiv Toeschouwers: 20.000 Scheidsrechter: Constantin Petrea (ROU) |
| 28 maart Vriendschappelijk № 198 «onderlinge duels» | Dinko Dermendzhiev 69' |       |             | 9 septemberstadion, Plovdiv Toeschouwers: 20.000 Scheidsrechter: Constantin Petrea (ROU) |

|                                                                      |                                                |       |          |                                                                                   |
| 18 april Vriendschappelijk №199 «onderlinge duels» 16:00 uur (UTC+1) | Sovjet-Unie                                    | 2 – 0 | Roemenië | Centraal Stadion, Kiev Toeschouwers: 60.000 Scheidsrechter: József Szilvási (HUN) |
| 18 april Vriendschappelijk №199 «onderlinge duels» 16:00 uur (UTC+1) | Volodymyr Onysjtsjenko 18' ladimir Muntyan 64' |       |          | Centraal Stadion, Kiev Toeschouwers: 60.000 Scheidsrechter: József Szilvási (HUN) |

|                                                                        |                            |       |         |                                                                                       |
| 13 mei WK 1974 kwalificatie № 200 «onderlinge duels» 18:00 uur (UTC+3) | Sovjet-Unie                | 1 – 0 | Ierland | Centraal Leninstadion, Moskou Toeschouwers: 65.527 Scheidsrechter: Ove Dahlberg (SWE) |
| 13 mei WK 1974 kwalificatie № 200 «onderlinge duels» 18:00 uur (UTC+3) | Volodymyr Onysjtsjenko 58' |       |         | Centraal Leninstadion, Moskou Toeschouwers: 65.527 Scheidsrechter: Ove Dahlberg (SWE) |

|                                                                        |                                             |       |           |                                                                                            |
| 26 mei WK 1974 kwalificatie № 201 «onderlinge duels» 18:00 uur (UTC+3) | Sovjet-Unie                                 | 2 – 0 | Frankrijk | Centraal Leninstadion, Moskou Toeschouwers: 76.604 Scheidsrechter: Ferdinand Biwersi (FRG) |
| 26 mei WK 1974 kwalificatie № 201 «onderlinge duels» 18:00 uur (UTC+3) | Oleh Blochin 81' Volodymyr Onysjtsjenko 84' |       |           | Centraal Leninstadion, Moskou Toeschouwers: 76.604 Scheidsrechter: Ferdinand Biwersi (FRG) |

|                                                                      |                               |       |                                                    |                                                                                          |
| 10 juni Vriendschappelijk № 202 «onderlinge duels» 18:00 uur (UTC+3) | Sovjet-Unie                   | 1 – 2 | Engeland                                           | Centraal Leninstadion, Moskou Toeschouwers: 85.056 Scheidsrechter: Wolfgang Riedel (DDR) |
| 10 juni Vriendschappelijk № 202 «onderlinge duels» 18:00 uur (UTC+3) | Volodymyr Moentjan 66' (pen.) |       | 10' Martin Chivers 55' (e.d.) Moertaz Choertsilava | Centraal Leninstadion, Moskou Toeschouwers: 85.056 Scheidsrechter: Wolfgang Riedel (DDR) |

|                                                                      |             |           |          |                                                                                               |
| 21 juni Vriendschappelijk № 203 «onderlinge duels» 19:30 uur (UTC+3) | Sovjet-Unie | 0 – 1     | Brazilië | Centraal Leninstadion, Moskou Toeschouwers: 80.000 Scheidsrechter: Hans-Joachim Weyland (FRG) |
| 21 juni Vriendschappelijk № 203 «onderlinge duels» 19:30 uur (UTC+3) |             | Jairzinho |          | Centraal Leninstadion, Moskou Toeschouwers: 80.000 Scheidsrechter: Hans-Joachim Weyland (FRG) |

|                                                                         |             |       |        |                                                                                      |
| 5 augustus Vriendschappelijk № 204 «onderlinge duels» 18:00 uur (UTC+3) | Sovjet-Unie | 0 – 0 | Zweden | Centraal Leninstadion, Moskou Toeschouwers: 39.512 Scheidsrechter: Josef Jegel (AUT) |
| 5 augustus Vriendschappelijk № 204 «onderlinge duels» 18:00 uur (UTC+3) |             |       |        | Centraal Leninstadion, Moskou Toeschouwers: 39.512 Scheidsrechter: Josef Jegel (AUT) |

|                                                                          |             |                 |                |                                                                                            |
| 5 september Vriendschappelijk № 205 «onderlinge duels» 19:30 uur (UTC+1) | Sovjet-Unie | 0 – 1           | West-Duitsland | Centraal Leninstadion, Moskou Toeschouwers: 61.647 Scheidsrechter: Nikola Mladenović (YUG) |
| 5 september Vriendschappelijk № 205 «onderlinge duels» 19:30 uur (UTC+1) |             | 62' Gerd Müller |                | Centraal Leninstadion, Moskou Toeschouwers: 61.647 Scheidsrechter: Nikola Mladenović (YUG) |

| |             |       |       |                                                                                          |
| 26 september WK 1974 kwalificatie Intercontinentale play-off № 206 «onderlinge duels» 19:30 uur (UTC+3) | Sovjet-Unie | 0 – 0 | Chili | Centraal Leninstadion, Moskou Toeschouwers: 48.891 Scheidsrechter: Armando Marques (BRA) |
| 26 september WK 1974 kwalificatie Intercontinentale play-off № 206 «onderlinge duels» 19:30 uur (UTC+3) |             |       |       | Centraal Leninstadion, Moskou Toeschouwers: 48.891 Scheidsrechter: Armando Marques (BRA) |

|                                                                         |                     |       |             |                                                                                 |
| 17 oktober Vriendschappelijk № 207 «onderlinge duels» 18:00 uur (UTC+1) | DDR                 | 1 – 0 | Sovjet-Unie | Zentralstadion, Leipzig Toeschouwers: 40.000 Scheidsrechter: Sándor Petri (HUN) |
| 17 oktober Vriendschappelijk № 207 «onderlinge duels» 18:00 uur (UTC+1) | Joachim Streich 18' |       |             | Zentralstadion, Leipzig Toeschouwers: 40.000 Scheidsrechter: Sándor Petri (HUN) |

### 1974
|                                                                       |             |                   |             |                                                                              |
| 17 april Vriendschappelijk № 208 «onderlinge duels» 18:00 uur (UTC+1) | Joegoslavië | 0 – 1             | Sovjet-Unie | Bilino Polje, Zenica Toeschouwers: 35.000 Scheidsrechter: Sándor Petri (HUN) |
| 17 april Vriendschappelijk № 208 «onderlinge duels» 18:00 uur (UTC+1) |             | 50' Davit Kipiani |             | Bilino Polje, Zenica Toeschouwers: 35.000 Scheidsrechter: Sándor Petri (HUN) |

|                                                                     |             |                   |                   |                                                                                         |
| 20 mei Vriendschappelijk № 209 «onderlinge duels» 19:00 uur (UTC+3) | Sovjet-Unie | 0 – 1             | Tsjecho-Slowakije | Centraalstadion Ch.M.P., Odessa Toeschouwers: 45.000 Scheidsrechter: Erik Axelryd (SWE) |
| 20 mei Vriendschappelijk № 209 «onderlinge duels» 19:00 uur (UTC+3) |             | 53' Zdeněk Nehoda |                   | Centraalstadion Ch.M.P., Odessa Toeschouwers: 45.000 Scheidsrechter: Erik Axelryd (SWE) |

|                                                                          |                                              |       |             |                                                                                |
| 30 oktober EK 1976 kwalificatie № 210 «onderlinge duels» 15:00 uur (UTC) | Ierland                                      | 3 – 0 | Sovjet-Unie | Dalymount Park, Dublin Toeschouwers: 31.750 Scheidsrechter: Erik Axelryd (SWE) |
| 30 oktober EK 1976 kwalificatie № 210 «onderlinge duels» 15:00 uur (UTC) | Don Givens 22' Don Givens 30' Don Givens 70' |       |             | Dalymount Park, Dublin Toeschouwers: 31.750 Scheidsrechter: Erik Axelryd (SWE) |

### 1975
|                                                                         |                                                                      |       |         |                                                                                  |
| 2 april EK 1976 kwalificatie № 211 «onderlinge duels» 19:00 uur (UTC+3) | Sovjet-Unie                                                          | 3 – 0 | Turkije | Centraal Stadion, Kiev Toeschouwers: 74.223 Scheidsrechter: Bobby Davidson (SCO) |
| 2 april EK 1976 kwalificatie № 211 «onderlinge duels» 19:00 uur (UTC+3) | Viktor Kolotov 25' (pen.) Viktor Kolotov 56' (pen.) Oleh Blochin 75' |       |         | Centraal Stadion, Kiev Toeschouwers: 74.223 Scheidsrechter: Bobby Davidson (SCO) |

|                                                                        |                                     |       |               |                                                                                |
| 18 mei EK 1976 kwalificatie № 212 «onderlinge duels» 19:30 uur (UTC+3) | Sovjet-Unie                         | 2 – 1 | Ierland       | Centraalstadion, Kiev Toeschouwers: 84.480 Scheidsrechter: René Vigliani (FRA) |
| 18 mei EK 1976 kwalificatie № 212 «onderlinge duels» 19:30 uur (UTC+3) | Oleh Blochin 13' Viktor Kolotov 29' |       | 79' Eoin Hand | Centraalstadion, Kiev Toeschouwers: 84.480 Scheidsrechter: René Vigliani (FRA) |

|                                                                     |                     |       |        |                                                                                      |
| 8 juni Vriendschappelijk № 213 «onderlinge duels» 18:00 uur (UTC+3) | Sovjet-Unie         | 1 – 0 | Italië | Centraal Leninstadion, Moskou Toeschouwers: 70.000 Scheidsrechter: Miloš Čajić (YUG) |
| 8 juni Vriendschappelijk № 213 «onderlinge duels» 18:00 uur (UTC+3) | Anatoliy Konkov 63' |       |        | Centraal Leninstadion, Moskou Toeschouwers: 70.000 Scheidsrechter: Miloš Čajić (YUG) |

|                                                                            |             |                        |             |                                                                               |
| 12 oktober EK 1976 kwalificatie № 214 «onderlinge duels» 15:00 uur (UTC+1) | Zwitserland | 0 – 1                  | Sovjet-Unie | Hardturm, Zürich Toeschouwers: 17.887 Scheidsrechter: Leo van der Kroft (NED) |
| 12 oktober EK 1976 kwalificatie № 214 «onderlinge duels» 15:00 uur (UTC+1) |             | 78' Volodymyr Moentjan |             | Hardturm, Zürich Toeschouwers: 17.887 Scheidsrechter: Leo van der Kroft (NED) |

|                                                                             |                                                                                                 |       |                |                                                                               |
| 12 november EK 1976 kwalificatie № 215 «onderlinge duels» 19:00 uur (UTC+3) | Sovjet-Unie                                                                                     | 4 – 1 | Zwitserland    | Centraalstadion, Kiev Toeschouwers: 24.851 Scheidsrechter: Klaus Ohmsen (FRG) |
| 12 november EK 1976 kwalificatie № 215 «onderlinge duels» 19:00 uur (UTC+3) | Anatoliy Konkov 13' Volodymyr Onysjtsjenko 14' Volodymyr Onysjtsjenko 68' Vladimir Veremeev 81' |       | 45' Peter Risi | Centraalstadion, Kiev Toeschouwers: 24.851 Scheidsrechter: Klaus Ohmsen (FRG) |

|                                                                             |                          |       |             |                                                                                      |
| 23 november EK 1976 kwalificatie № 216 «onderlinge duels» 14:30 uur (UTC+2) | Turkije                  | 1 – 0 | Sovjet-Unie | İzmir Atatürkstadion, İzmir Toeschouwers: 21.325 Scheidsrechter: Petar Nikolov (BUL) |
| 23 november EK 1976 kwalificatie № 216 «onderlinge duels» 14:30 uur (UTC+2) | Stefan Resjko 17' (e.d.) |       |             | İzmir Atatürkstadion, İzmir Toeschouwers: 21.325 Scheidsrechter: Petar Nikolov (BUL) |

|                                                                          |                               |       |                                               |                                                                                         |
| 29 november Vriendschappelijk № 217 «onderlinge duels» 14:30 uur (UTC+2) | Roemenië                      | 2 – 2 | Sovjet-Unie                                   | Stadionul 23 August, Boekarest Toeschouwers: 15.000 Scheidsrechter: Rudi Glöckner (DDR) |
| 29 november Vriendschappelijk № 217 «onderlinge duels» 14:30 uur (UTC+2) | Radu Troi 5' Iuliu Hajnal 85' |       | 44' (pen.) Viktor Kolotov 47' Anatoliy Konkov | Stadionul 23 August, Boekarest Toeschouwers: 15.000 Scheidsrechter: Rudi Glöckner (DDR) |

### 1976
|                                                                       |                                           |       |                                         |                                                                                   |
| 10 maart Vriendschappelijk № 218 «onderlinge duels» 15:00 uur (UTC+1) | Tsjecho-Slowakije                         | 2 – 2 | Sovjet-Unie                             | Všešportový areál, Košice Toeschouwers: 40.000 Scheidsrechter: Lajos Somlai (HUN) |
| 10 maart Vriendschappelijk № 218 «onderlinge duels» 15:00 uur (UTC+1) | Anton Ondruš 83' Zdeněk Nehoda 89' (pen.) |       | 26' Oleh Blochin 32' Volodymyr Trosjkin | Všešportový areál, Košice Toeschouwers: 40.000 Scheidsrechter: Lajos Somlai (HUN) |

|                                                                       |             |              |            |                                                                                  |
| 20 maart Vriendschappelijk № 219 «onderlinge duels» 19:00 uur (UTC+3) | Sovjet-Unie | 0 – 1        | Argentinië | Centraal Stadion, Kiev Toeschouwers: 32.000 Scheidsrechter: Sergio Gonella (ITA) |
| 20 maart Vriendschappelijk № 219 «onderlinge duels» 19:00 uur (UTC+3) |             | Mario Kempes |            | Centraal Stadion, Kiev Toeschouwers: 32.000 Scheidsrechter: Sergio Gonella (ITA) |

|                                                     |           |                                                                   |             |                                                                                               |
| 24 maart Vriendschappelijk № 220 «onderlinge duels» | Bulgarije | 0 – 3                                                             | Sovjet-Unie | Vasil Levski Nationaal Stadion, Sofia Toeschouwers: 10.000 Scheidsrechter: Sándor Petri (HUN) |
| 24 maart Vriendschappelijk № 220 «onderlinge duels» |           | 11' Volodymyr Onysjtsjenko 72' Aleksandr Minayev 81' Oleh Blochin |             | Vasil Levski Nationaal Stadion, Sofia Toeschouwers: 10.000 Scheidsrechter: Sándor Petri (HUN) |

|                                                                          |                                     |       |             |                                                                              |
| 24 april EK 1976 kwalificatie № 221 «onderlinge duels» 17:30 uur (UTC+1) | Tsjecho-Slowakije                   | 2 – 0 | Sovjet-Unie | Tehelné pole, Bratislava Toeschouwers: 52.231 Scheidsrechter: Hilmi Ok (TUR) |
| 24 april EK 1976 kwalificatie № 221 «onderlinge duels» 17:30 uur (UTC+1) | Jozef Móder 34' Antonín Panenka 47' |       |             | Tehelné pole, Bratislava Toeschouwers: 52.231 Scheidsrechter: Hilmi Ok (TUR) |

|                                                                        |                                     |       |                                 |                                                                                      |
| 22 mei EK 1976 kwalificatie № 222 «onderlinge duels» 19:00 uur (UTC+3) | Sovjet-Unie                         | 2 – 2 | Tsjecho-Slowakije               | Centraal Stadion, Kiev Toeschouwers: 76.495 Scheidsrechter: Alistair MacKenzie (SCO) |
| 22 mei EK 1976 kwalificatie № 222 «onderlinge duels» 19:00 uur (UTC+3) | Leonid Boerjak 53' Oleh Blochin 87' |       | 45' Jozef Móder 83' Jozef Móder | Centraal Stadion, Kiev Toeschouwers: 76.495 Scheidsrechter: Alistair MacKenzie (SCO) |

|                                                                     |                   |       |                      |                                                                                   |
| 26 mei Vriendschappelijk № 223 «onderlinge duels» 20:00 uur (UTC+1) | Hongarije         | 1 – 1 | Sovjet-Unie          | Népstadion, Boedapest Toeschouwers: 32.000 Scheidsrechter: Dušan Maksimović (YUG) |
| 26 mei Vriendschappelijk № 223 «onderlinge duels» 20:00 uur (UTC+1) | László Fekete 10' |       | 76' Leonid Nazarenko | Népstadion, Boedapest Toeschouwers: 32.000 Scheidsrechter: Dušan Maksimović (YUG) |

|                                                                      |                    |       |                                            |                                                                              |
| 23 juni Vriendschappelijk № 224 «onderlinge duels» 19:00 uur (UTC+1) | Oostenrijk         | 1 – 2 | Sovjet-Unie                                | Praterstadion, Wenen Toeschouwers: 16.000 Scheidsrechter: Francis Rion (BEL) |
| 23 juni Vriendschappelijk № 224 «onderlinge duels» 19:00 uur (UTC+1) | Günther Rinker 29' |       | 7' Aleksandr Minayev 36' Aleksandr Minayev | Praterstadion, Wenen Toeschouwers: 16.000 Scheidsrechter: Francis Rion (BEL) |

| Olympische Spelen 1976 |
| ---------------------- |

|                                                                              |                   |       |                                                      |                                                                                      |
| 19 juli Olympische Spelen Groep D № 225 «onderlinge duels» 16:00 uur (UTC−4) | Canada            | 1 – 2 | Sovjet-Unie                                          | Olympisch Stadion, Montréal Toeschouwers: 34.320 Scheidsrechter: Robert Héliès (FRA) |
| 19 juli Olympische Spelen Groep D № 225 «onderlinge duels» 16:00 uur (UTC−4) | Jimmy Douglas 88' |       | 8' Volodymyr Onysjtsjenko 11' Volodymyr Onysjtsjenko | Olympisch Stadion, Montréal Toeschouwers: 34.320 Scheidsrechter: Robert Héliès (FRA) |

|                                                                              |             |                                                           |             |                                                                                        |
| 23 juli Olympische Spelen Groep D № 226 «onderlinge duels» 18:00 uur (UTC−4) | Noord-Korea | 0 – 3                                                     | Sovjet-Unie | Lansdowne Park, Ottawa Toeschouwers: 15.233 Scheidsrechter: Emilio Guruceta Muro (ESP) |
| 23 juli Olympische Spelen Groep D № 226 «onderlinge duels» 18:00 uur (UTC−4) |             | 77' Viktor Kolotov 81' Vladimir Veremeev 90' Oleh Blochin |             | Lansdowne Park, Ottawa Toeschouwers: 15.233 Scheidsrechter: Emilio Guruceta Muro (ESP) |

|                                                                                  |             |       |                                              | |
| 25 juli Olympische Spelen Kwartfinale № 227 «onderlinge duels» 16:00 uur (UTC−4) | Iran        | 1 – 2 | Sovjet-Unie                                  | Stade Municipal de Sherbrooke, Sherbrooke Toeschouwers: 5.855 Scheidsrechter: Guillermo Velásquez (COL) |
| 25 juli Olympische Spelen Kwartfinale № 227 «onderlinge duels» 16:00 uur (UTC−4) | Qelichkhani |       | 40' Aleksandr Minayev 68' Viktor Zvjahintsev | Stade Municipal de Sherbrooke, Sherbrooke Toeschouwers: 5.855 Scheidsrechter: Guillermo Velásquez (COL) |

|                                                                                   |                                                     |       |                           |                                                                                       |
| 27 juli Olympische Spelen Halve finale № 228 «onderlinge duels» 18:00 uur (UTC−4) | DDR                                                 | 2 – 1 | Sovjet-Unie               | Olympisch Stadion, Montréal Toeschouwers: 48.855 Scheidsrechter: Marco Dorantes (MEX) |
| 27 juli Olympische Spelen Halve finale № 228 «onderlinge duels» 18:00 uur (UTC−4) | Hans-Jürgen Dörner 61' (pen.) Lothar Kurbjuweit 65' |       | 84' (pen.) Viktor Kolotov | Olympisch Stadion, Montréal Toeschouwers: 48.855 Scheidsrechter: Marco Dorantes (MEX) |

|                                                                                     |          |                                                |             |                                                                                         |
| 29 juli Olympische Spelen Bronzen finale № 229 «onderlinge duels» 21:00 uur (UTC−4) | Brazilië | 0 – 2                                          | Sovjet-Unie | Olympisch Stadion, Montréal Toeschouwers: 55.647 Scheidsrechter: Abraham Klein (Israël) |
| 29 juli Olympische Spelen Bronzen finale № 229 «onderlinge duels» 21:00 uur (UTC−4) |          | 5' Volodymyr Onysjtsjenko 49' Leonid Nazarenko |             | Olympisch Stadion, Montréal Toeschouwers: 55.647 Scheidsrechter: Abraham Klein (Israël) |

|  |  |  |  |  |  |  |  |  |

|                                                        |            |       |             |                                                                                       |
| 28 november Vriendschappelijk № 230 «onderlinge duels» | Argentinië | 0 – 0 | Sovjet-Unie | Estadio Monumental, Buenos Aires Toeschouwers: 60.000 Scheidsrechter: José Neto (BRA) |
| 28 november Vriendschappelijk № 230 «onderlinge duels» |            |       |             | Estadio Monumental, Buenos Aires Toeschouwers: 60.000 Scheidsrechter: José Neto (BRA) |

|                                                                         |             |       |             |                                                                                   |
| 1 december Vriendschappelijk № 231 «onderlinge duels» 21:15 uur (UTC−3) | Brazilië    | 2 – 0 | Sovjet-Unie | Maracanã, Rio de Janeiro Toeschouwers: 49.836 Scheidsrechter: Ramón Barreto (URU) |
| 1 december Vriendschappelijk № 231 «onderlinge duels» 21:15 uur (UTC−3) | Zico Falcao |       |             | Maracanã, Rio de Janeiro Toeschouwers: 49.836 Scheidsrechter: Ramón Barreto (URU) |

### 1977
|                                                     |         |                                                                                  |             |                                                                                      |
| 20 maart Vriendschappelijk № 232 «onderlinge duels» | Tunesië | 0 – 3                                                                            | Sovjet-Unie | Stade El Menzah, Tunis Toeschouwers: 35.000 Scheidsrechter: Aissaoui Boudabous (TUN) |
| 20 maart Vriendschappelijk № 232 «onderlinge duels» |         | 27' Aleksandr Maksimenkov 58' Yevgeniy Lovchev 90' (pen.) Volodymyr Onysjtsjenko |             | Stade El Menzah, Tunis Toeschouwers: 35.000 Scheidsrechter: Aissaoui Boudabous (TUN) |

|                                                                       |                                     |       |                                                                               |                                                                                       |
| 23 maart Vriendschappelijk № 233 «onderlinge duels» 17:00 uur (UTC+1) | Joegoslavië                         | 2 – 4 | Sovjet-Unie                                                                   | JNA Stadion, Belgrado Toeschouwers: 17.000 Scheidsrechter: Pablo Sánchez Ibáñez (ESP) |
| 23 maart Vriendschappelijk № 233 «onderlinge duels» 17:00 uur (UTC+1) | Dušan Bajević 26' Jure Jerković 70' |       | 42' Oleh Blochin 54' Davit Kipiani 61' Oleh Blochin 86' (pen.) Leonid Boerjak | JNA Stadion, Belgrado Toeschouwers: 17.000 Scheidsrechter: Pablo Sánchez Ibáñez (ESP) |

|                                                                          |                                       |       |             |                                                                                      |
| 24 april WK 1978 kwalificatie № 234 «onderlinge duels» 18:00 uur (UTC+3) | Sovjet-Unie                           | 2 – 0 | Griekenland | Centraal Leninstadion, Moskou Toeschouwers: 50.000 Scheidsrechter: Jean Dubach (SUI) |
| 24 april WK 1978 kwalificatie № 234 «onderlinge duels» 18:00 uur (UTC+3) | Anatoliy Konkov 26' Davit Kipiani 77' |       |             | Centraal Leninstadion, Moskou Toeschouwers: 50.000 Scheidsrechter: Jean Dubach (SUI) |

|                                                                          |                                     |       |                   |                                                                                 |
| 30 april WK 1978 kwalificatie № 235 «onderlinge duels» 19:00 uur (UTC+1) | Hongarije                           | 2 – 1 | Sovjet-Unie       | Népstadion, Boedapest Toeschouwers: 70.000 Scheidsrechter: Heinz Aldinger (FRG) |
| 30 april WK 1978 kwalificatie № 235 «onderlinge duels» 19:00 uur (UTC+1) | Tibor Nyilasi 44' Zoltán Kereki 66' |       | 88' Davit Kipiani | Népstadion, Boedapest Toeschouwers: 70.000 Scheidsrechter: Heinz Aldinger (FRG) |

|                                                                        |                       |       |             |                                                                                             |
| 10 mei WK 1978 kwalificatie № 236 «onderlinge duels» 20:30 uur (UTC+3) | Griekenland           | 1 – 0 | Sovjet-Unie | Kaftanzogliostadion, Thessaloniki Toeschouwers: 30.000 Scheidsrechter: Cesare Gussoni (ITA) |
| 10 mei WK 1978 kwalificatie № 236 «onderlinge duels» 20:30 uur (UTC+3) | Mimis Papaioannou 58' |       |             | Kaftanzogliostadion, Thessaloniki Toeschouwers: 30.000 Scheidsrechter: Cesare Gussoni (ITA) |

|                                                                        |                                            |       |           |                                                                               |
| 18 mei WK 1978 kwalificatie № 237 «onderlinge duels» 19:30 uur (UTC+4) | Sovjet-Unie                                | 2 – 0 | Hongarije | Dinamostadion, Tbilisi Toeschouwers: 75.000 Scheidsrechter: Jack Taylor (ENG) |
| 18 mei WK 1978 kwalificatie № 237 «onderlinge duels» 19:30 uur (UTC+4) | Leonid Boerjak 3' László Bálint 14' (e.d.) |       |           | Dinamostadion, Tbilisi Toeschouwers: 75.000 Scheidsrechter: Jack Taylor (ENG) |

|                                                                      |                    |       |                                             |                                                                                  |
| 28 juli Vriendschappelijk № 238 «onderlinge duels» 21:00 uur (UTC+1) | DDR                | 2 – 1 | Sovjet-Unie                                 | Zentralstadion, Leipzig Toeschouwers: 95.000 Scheidsrechter: Marian Kustoń (POL) |
| 28 juli Vriendschappelijk № 238 «onderlinge duels» 21:00 uur (UTC+1) | Reinhard Häfner 9' |       | 22' Aleksandr Boebnov 90' Jürgen Sparwasser | Zentralstadion, Leipzig Toeschouwers: 95.000 Scheidsrechter: Marian Kustoń (POL) |

|                                                                          |                                                                         |       |                   |                                                                                 |
| 7 september Vriendschappelijk № 239 «onderlinge duels» 18:00 uur (UTC+3) | Sovjet-Unie                                                             | 4 – 1 | Polen             | Centraalstadion, Wolgograd Toeschouwers: 40.000 Scheidsrechter: Béla Nagy (HUN) |
| 7 september Vriendschappelijk № 239 «onderlinge duels» 18:00 uur (UTC+3) | Leonid Boerjak 6' Yuriy Chesnokov 47' Oleh Blochin 71' Oleh Blochin 75' |       | 57' Grzegorz Lato | Centraalstadion, Wolgograd Toeschouwers: 40.000 Scheidsrechter: Béla Nagy (HUN) |

|                                                                        |           |       |             |                                                                             |
| 5 oktober Vriendschappelijk № 240 «onderlinge duels» 20:00 uur (UTC+1) | Nederland | 0 – 0 | Sovjet-Unie | De Kuip, Rotterdam Toeschouwers: 17.476 Scheidsrechter: Adolf Mathias (AUT) |
| 5 oktober Vriendschappelijk № 240 «onderlinge duels» 20:00 uur (UTC+1) |           |       |             | De Kuip, Rotterdam Toeschouwers: 17.476 Scheidsrechter: Adolf Mathias (AUT) |

|                                                                        |           |       |             |                                                                                           |
| 8 oktober Vriendschappelijk № 241 «onderlinge duels» 20:30 uur (UTC+1) | Frankrijk | 0 – 0 | Sovjet-Unie | Parc des Princes, Parijs Toeschouwers: 40.823 Scheidsrechter: Marcel Van Langenhove (BEL) |
| 8 oktober Vriendschappelijk № 241 «onderlinge duels» 20:30 uur (UTC+1) |           |       |             | Parc des Princes, Parijs Toeschouwers: 40.823 Scheidsrechter: Marcel Van Langenhove (BEL) |

### 1978
|                                                        |                     |       |                                                          |                                                                                        |
| 26 februari Vriendschappelijk № 242 «onderlinge duels» | Marokko             | 2 – 3 | Sovjet-Unie                                              | El Hartistadion, Marrakesh Toeschouwers: 15.0000 Scheidsrechter: Mohamed Hajjane (MAR) |
| 26 februari Vriendschappelijk № 242 «onderlinge duels» | Cherif 6' Acila 74' |       | 15' Oleh Blochin 36' Anatoliy Konkov 71' Yuriy Chesnokov | El Hartistadion, Marrakesh Toeschouwers: 15.0000 Scheidsrechter: Mohamed Hajjane (MAR) |

|                                                                      |                   |       |             |                                                                                       |
| 8 maart Vriendschappelijk № 243 «onderlinge duels» 20:00 uur (UTC+1) | West-Duitsland    | 1 – 0 | Sovjet-Unie | Waldstadion, Frankfurt am Main Toeschouwers: 53.104 Scheidsrechter: John Gordon (SCO) |
| 8 maart Vriendschappelijk № 243 «onderlinge duels» 20:00 uur (UTC+1) | Rolf Rüssmann 47' |       |             | Waldstadion, Frankfurt am Main Toeschouwers: 53.104 Scheidsrechter: John Gordon (SCO) |

|                                                    | |        |                                       |                                                                                    |
| 5 april Vriendschappelijk № 244 «onderlinge duels» | Sovjet-Unie | 10 – 2 | Finland                               | Hrazdan Stadion, Jerevan Toeschouwers: 11.700 Scheidsrechter: Jerzy Kacprzak (POL) |
| 5 april Vriendschappelijk № 244 «onderlinge duels» | Anatoliy Konkov 14' Davit Kipiani 18' Yuriy Chesnokov 37' Oleh Blochin 42' Viktor Kolotov 47' Oleh Blochin 59' Leonid Boerjak 79' Viktor Kolotov 81' Oleh Blochin 84' (pen.) Valeriy Petrakov 88' |        | 66' Aki Heiskainen 89' Jyrki Nieminen | Hrazdan Stadion, Jerevan Toeschouwers: 11.700 Scheidsrechter: Jerzy Kacprzak (POL) |

|                                                                     |          |                  |             |                                                                                           |
| 14 mei Vriendschappelijk № 245 «onderlinge duels» 17:00 uur (UTC+2) | Roemenië | 0 – 1            | Sovjet-Unie | Stadionul 23 August, Boekarest Toeschouwers: 40.000 Scheidsrechter: Marian Środecki (POL) |
| 14 mei Vriendschappelijk № 245 «onderlinge duels» 17:00 uur (UTC+2) |          | 27' Oleh Blochin |             | Stadionul 23 August, Boekarest Toeschouwers: 40.000 Scheidsrechter: Marian Środecki (POL) |

|                                                        |      |                          |             |                                                                                    |
| 6 september Vriendschappelijk № 246 «onderlinge duels» | Iran | 0 – 1                    | Sovjet-Unie | Aryamehrstadion, Teheran Toeschouwers: 40.000 Scheidsrechter: Heinz Aldinger (FRG) |
| 6 september Vriendschappelijk № 246 «onderlinge duels» |      | 18' Vagiz Chidijatoellin |             | Aryamehrstadion, Teheran Toeschouwers: 40.000 Scheidsrechter: Heinz Aldinger (FRG) |

|                                                                              |                                            |       |             |                                                                                             |
| 20 september EK 1980 kwalificatie № 247 «onderlinge duels» 19:00 uur (UTC+4) | Sovjet-Unie                                | 2 – 0 | Griekenland | Hrazdan Centraal Stadion, Jerevan Toeschouwers: 26.913 Scheidsrechter: John Carpenter (IRL) |
| 20 september EK 1980 kwalificatie № 247 «onderlinge duels» 19:00 uur (UTC+4) | Yuriy Chesnokov 20' Volodymyr Bezsonov 53' |       |             | Hrazdan Centraal Stadion, Jerevan Toeschouwers: 26.913 Scheidsrechter: John Carpenter (IRL) |

|                                                                        |         |                                         |             |                                                                                              |
| 5 oktober Vriendschappelijk № 248 «onderlinge duels» 17:00 uur (UTC+3) | Turkije | 0 – 2                                   | Sovjet-Unie | Ankara 19 Mayısstadion, Ankara Toeschouwers: 45.000 Scheidsrechter: Alberto Michelotti (ITA) |
| 5 oktober Vriendschappelijk № 248 «onderlinge duels» 17:00 uur (UTC+3) |         | 37' Vladimer Goetsaevi 41' Oleh Blochin |             | Ankara 19 Mayısstadion, Ankara Toeschouwers: 45.000 Scheidsrechter: Alberto Michelotti (ITA) |

|                                                                            |                                     |       |             |                                                                                    |
| 11 oktober EK 1980 kwalificatie № 249 «onderlinge duels» 18:00 uur (UTC+1) | Hongarije                           | 2 – 0 | Sovjet-Unie | Népstadion, Boedapest Toeschouwers: 23.110 Scheidsrechter: Walter Eschweiler (FRG) |
| 11 oktober EK 1980 kwalificatie № 249 «onderlinge duels» 18:00 uur (UTC+1) | Béla Váradi 26' László Szokolai 60' |       |             | Népstadion, Boedapest Toeschouwers: 23.110 Scheidsrechter: Walter Eschweiler (FRG) |

|                                                                          |                     |       |                                                                                   |                                                                                        |
| 19 november Vriendschappelijk № 250 «onderlinge duels» 13:00 uur (UTC+9) | Japan               | 1 – 4 | Sovjet-Unie                                                                       | Komazawastadion, Tokio Toeschouwers: 10.000 Scheidsrechter: Morisaburo Kuramochi (JPN) |
| 19 november Vriendschappelijk № 250 «onderlinge duels» 13:00 uur (UTC+9) | Mitsunori Fujiguchi |       | 19' Vitaliy Daraseliya 38' Valeri Gazzajev 44' Valeri Gazzajev 81' Joeri Gavrilov | Komazawastadion, Tokio Toeschouwers: 10.000 Scheidsrechter: Morisaburo Kuramochi (JPN) |

|                                                                          |                     |       |                                                                               |                                                                                 |
| 23 november Vriendschappelijk № 251 «onderlinge duels» 14:00 uur (UTC+9) | Japan               | 1 – 4 | Sovjet-Unie                                                                   | Komazawastadion, Tokio Toeschouwers: 12.000 Scheidsrechter: Shizuo Takada (JPN) |
| 23 november Vriendschappelijk № 251 «onderlinge duels» 14:00 uur (UTC+9) | Mitsunori Fujiguchi |       | 5' Davit Kipiani 14' Vagiz Chidijatoellin 56' Tamaz Kostava 59' Davit Kipiani | Komazawastadion, Tokio Toeschouwers: 12.000 Scheidsrechter: Shizuo Takada (JPN) |

|                                                                          |       |                                                              |             |                                                                              |
| 26 november Vriendschappelijk № 252 «onderlinge duels» 14:00 uur (UTC+9) | Japan | 0 – 3                                                        | Sovjet-Unie | Nagaistadion, Osaka Toeschouwers: 12.000 Scheidsrechter: Junichi Nishi (JPN) |
| 26 november Vriendschappelijk № 252 «onderlinge duels» 14:00 uur (UTC+9) |       | 7' Valeri Gazzajev 24' Joeri Gavrilov 83' Volodymyr Bezsonov |             | Nagaistadion, Osaka Toeschouwers: 12.000 Scheidsrechter: Junichi Nishi (JPN) |

### 1979
|                                                                       |                                                        |       |                 |                                                                                                 |
| 28 maart Vriendschappelijk № 253 «onderlinge duels» 19:00 uur (UTC+3) | Sovjet-Unie                                            | 3 – 1 | Bulgarije       | RSC Lokomotivstadion, Simferopol Toeschouwers: 25.000 Scheidsrechter: Aleksander Suchanek (POL) |
| 28 maart Vriendschappelijk № 253 «onderlinge duels» 19:00 uur (UTC+3) | Oleh Blochin 5' Ramaz Shengeliya 7' Joeri Gavrilov 83' |       | 29' Pavel Panov | RSC Lokomotivstadion, Simferopol Toeschouwers: 25.000 Scheidsrechter: Aleksander Suchanek (POL) |

|                                                                       |                                               |       |        |                                                                                 |
| 19 april Vriendschappelijk № 254 «onderlinge duels» 20:00 uur (UTC+4) | Sovjet-Unie                                   | 2 – 0 | Zweden | Dinamostadion, Tbilisi Toeschouwers: 15.000 Scheidsrechter: Antonín Wencl (TCH) |
| 19 april Vriendschappelijk № 254 «onderlinge duels» 20:00 uur (UTC+4) | Ramaz Shengeliya 48' Vagiz Chidijatoellin 54' |       |        | Dinamostadion, Tbilisi Toeschouwers: 15.000 Scheidsrechter: Antonín Wencl (TCH) |

|                                                                    |                                                                    |       |                   |                                                                                        |
| 5 mei Vriendschappelijk № 255 «onderlinge duels» 17:00 uur (UTC+3) | Sovjet-Unie                                                        | 3 – 0 | Tsjecho-Slowakije | Centraal Leninstadion, Moskou Toeschouwers: 24.000 Scheidsrechter: Bogdan Dochev (BUL) |
| 5 mei Vriendschappelijk № 255 «onderlinge duels» 17:00 uur (UTC+3) | Vakhtang Koridze 17' Ramaz Shengeliya 20' Vagiz Chidijatoellin 89' |       |                   | Centraal Leninstadion, Moskou Toeschouwers: 24.000 Scheidsrechter: Bogdan Dochev (BUL) |

|                                                                        |                                          |       |                                     |                                                                                  |
| 19 mei EK 1980 kwalificatie № 256 «onderlinge duels» 19:00 uur (UTC+4) | Sovjet-Unie                              | 2 – 2 | Hongarije                           | Dinamostadion, Tbilisi Toeschouwers: 75.174 Scheidsrechter: Brian McGinlay (SCO) |
| 19 mei EK 1980 kwalificatie № 256 «onderlinge duels» 19:00 uur (UTC+4) | Yuriy Chesnokov 23' Ramaz Shengeliya 75' |       | 33' György Tatár 63' László Pusztai | Dinamostadion, Tbilisi Toeschouwers: 75.174 Scheidsrechter: Brian McGinlay (SCO) |

|                                                                      |                            |       |                                                |                                                                                           |
| 27 juni Vriendschappelijk № 257 «onderlinge duels» 19:00 uur (UTC+1) | Denemarken                 | 1 – 2 | Sovjet-Unie                                    | Københavns Idrætspark, Kopenhagen Toeschouwers: 11.500 Scheidsrechter: Adolf Prokop (DDR) |
| 27 juni Vriendschappelijk № 257 «onderlinge duels» 19:00 uur (UTC+1) | Torsten-Frank Andersen 41' |       | 62' Vitaliy Daraseliya 78' (e.d.) Ole Højgaard | Københavns Idrætspark, Kopenhagen Toeschouwers: 11.500 Scheidsrechter: Adolf Prokop (DDR) |

|                                                                    |                 |       |                         |                                                                                     |
| 4 juli EK 1980 kwalificatie № 258 «onderlinge duels» 19:00 (UTC+2) | Finland         | 1 – 1 | Sovjet-Unie             | Olympisch Stadion, Helsinki Toeschouwers: 13.119 Scheidsrechter: Ole Amundsen (DEN) |
| 4 juli EK 1980 kwalificatie № 258 «onderlinge duels» 19:00 (UTC+2) | Atik Ismail 55' |       | 28' Aleksandr Khapsalis | Olympisch Stadion, Helsinki Toeschouwers: 13.119 Scheidsrechter: Ole Amundsen (DEN) |

|                                                                          |                    |       |     |                                                                                       |
| 5 september Vriendschappelijk № 259 «onderlinge duels» 19:00 uur (UTC+3) | Sovjet-Unie        | 1 – 0 | DDR | Centraal Leninstadion, Moskou Toeschouwers: 45.000 Scheidsrechter: László Kőrös (HUN) |
| 5 september Vriendschappelijk № 259 «onderlinge duels» 19:00 uur (UTC+3) | Joeri Gavrilov 70' |       |     | Centraal Leninstadion, Moskou Toeschouwers: 45.000 Scheidsrechter: László Kőrös (HUN) |

|                                                                              |                      |       |             |                                                                                               |
| 12 september EK 1980 kwalificatie № 260 «onderlinge duels» 17:00 uur (UTC+3) | Griekenland          | 1 – 0 | Sovjet-Unie | Leoforos Alexandrasstadion, Athene Toeschouwers: 25.537 Scheidsrechter: António Garrido (POR) |
| 12 september EK 1980 kwalificatie № 260 «onderlinge duels» 17:00 uur (UTC+3) | Takis Nikoloudis 25' |       |             | Leoforos Alexandrasstadion, Athene Toeschouwers: 25.537 Scheidsrechter: António Garrido (POR) |

|                                                                         |                                                                          |       |                       |                                                                                           |
| 14 oktober Vriendschappelijk № 261 «onderlinge duels» 17:00 uur (UTC+3) | Sovjet-Unie                                                              | 3 – 1 | Roemenië              | Centraal Leninstadion, Moskou Toeschouwers: 27.000 Scheidsrechter: Aleksander Nikić (YUG) |
| 14 oktober Vriendschappelijk № 261 «onderlinge duels» 17:00 uur (UTC+3) | Vagiz Chidijatoellin 16' Leonid Boerjak 18' (pen.) Stepan Yurchishin 84' |       | 24' Alexandru Nicolae | Centraal Leninstadion, Moskou Toeschouwers: 27.000 Scheidsrechter: Aleksander Nikić (YUG) |

|                                                                        |                                        |       |                                   |                                                                                  |
| 31 oktober EK 1980 kwalificatie № 262 «onderlinge duels» 19:00 (UTC+3) | Sovjet-Unie                            | 2 – 2 | Finland                           | Lenin Stadion, Moskou Toeschouwers: 1.500 Scheidsrechter: Aleksandar Nikić (YUG) |
| 31 oktober EK 1980 kwalificatie № 262 «onderlinge duels» 19:00 (UTC+3) | Sergej Andrejev 50' Joeri Gavrilov 67' |       | 76' Kai Haaskivi 82' Tuomo Hakala | Lenin Stadion, Moskou Toeschouwers: 1.500 Scheidsrechter: Aleksandar Nikić (YUG) |

|                                                                          |                          |       |                                                                       |                                                                                            |
| 21 november Vriendschappelijk № 263 «onderlinge duels» 19:00 uur (UTC+4) | Sovjet-Unie              | 1 – 3 | West-Duitsland                                                        | Lenin Dinamo Stadium, Tbilisi Toeschouwers: 35.000 Scheidsrechter: Martti Hirviniemi (FIN) |
| 21 november Vriendschappelijk № 263 «onderlinge duels» 19:00 uur (UTC+4) | Aleksandr Machovikov 83' |       | 34' Karl-Heinz Rummenigge 62' Karl-Heinz Rummenigge 66' Klaus Fischer | Lenin Dinamo Stadium, Tbilisi Toeschouwers: 35.000 Scheidsrechter: Martti Hirviniemi (FIN) |

CONMEBOL: Colombia · Ecuador

UEFA: Albanië · België · Bulgarije · Cyprus · Denemarken · West-Duitsland · Duitse Democratische Republiek · Engeland · Finland · Frankrijk · Griekenland · Hongarije · IJsland · Ierland · Italië · Joegoslavië · Luxemburg · Malta · Nederland · Noord-Ierland · Noorwegen · Oostenrijk · Polen · Portugal · Roemenië · Schotland ·  Sovjet-Unie ·  Spanje · Tsjecho-Slowakije · Turkije · Wales ·  Zweden · Zwitserland

CAF: Madagaskar AFC: Israël

FFUSSR · A-internationals · Bondscoaches · Vrouwenelftal van de Sovjet-Unie · Sovjet-Unie U18 · Sovjet-Unie U16
1920 – 1929 · 
1950 – 1959 · 
1960 – 1969 · 
1970 – 1979 · 
1980 – 1989 · 
1990 – 1992
EK 1960 · 
EK 1964 · 
EK 1968 · 
EK 1972 · 
EK 1976 · 
EK 1980 · 
EK 1984 · 
EK 1988 · 
EK 1992** 
WK 1958 · 
WK 1962 · 
WK 1966 · 
WK 1970 · 
WK 1974 · 
WK 1978 · 
WK 1982 · 
WK 1986 · 
WK 1990
OS 1952 ·
OS 1956 ·
OS 1960 · 
OS 1964 · 
OS 1968 · 
OS 1972 ·
OS 1976 ·
OS 1980 ·
OS 1984 · 
OS 1988
1923 · 
1924 · 
1925 · 
1926–1951 · 
1952 · 
1953 · 
1954 · 
1955 · 
1956 · 
1957 · 
1958 · 
1959 · 
1960 · 
1961 · 
1962 · 
1963 · 
1964 · 
1965 · 
1966 · 
1967 · 
1968 · 
1969 · 
1970 · 
1971 · 
1972 · 
1973 · 
1974 · 
1975 · 
1976 · 
1977 · 
1978 · 
1979 · 
1980 · 
1981 · 
1982 · 
1983 · 
1984 · 
1985 · 
1986 · 
1987 · 
1988 · 
1989 · 
1990 · 
1991 · 
1992** 
Algerije ·
Argentinië ·
België ·
Brazilië ·
Bulgarije ·
Canada ·
Chili ·
China ·
Colombia ·
Costa Rica ·
Cyprus ·
DDR ·
Denemarken ·
Duitsland ·
El Salvador ·
Engeland ·
Finland ·
Frankrijk ·
Griekenland ·
Guatemala ·
Hongarije ·
Ierland ·
IJsland ·
India ·
Iran ·
Israël ·
Italië ·
Japan ·
Joegoslavië ·
Kameroen ·
Koeweit ·
Luxemburg ·
Marokko ·
Mexico ·
Nederland ·
Nieuw-Zeeland ·
Noord-Ierland ·
Noord-Korea ·
Noorwegen ·
Oostenrijk ·
Peru ·
Polen ·
Portugal ·
Roemenië ·
Schotland ·
Spanje ·
Syrië ·
Tsjecho-Slowakije ·
Tunesië ·
Turkije ·
Uruguay ·
Verenigde Staten ·
Wales ·
Zweden ·
Zwitserland
België (1982) ·
Duitsland (1972) ·
Joegoslavië (1960) ·
Nederland (1988) ·
Polen (1982) ·
Spanje (1964)
** = Onder de naam Gemenebest van Onafhankelijke Staten